# Historia de Abu Dabi
La historia de Abu Dabi tiene raíces en asentamientos en el área desde la prehistoria. A través del estudio arqueológico en el emirato, se han encontrado restos en la isla de Marouh que datan de 7000 mil años aproximadamente, es decir, de la Edad de Piedra;siendo el hallazgo más antiguo encontrado en el territorio. Otras reliquias descubiertas en varias islas, como la isla Dalma, indican que la costa de Abu Dhabi era un importante centro cultural.  En cuanto a la Edad de Bronce, se considera una época importante, y está dividida en tres períodos diferentes: el período Hafit, la civilización Umm Al Nar y la civilización Wadi Suq. Se sabe que estas civilizaciones comerciaban con áreas vecinas como Wadi Al-Rafidayn (actual Irak) y la civilización del valle del Indo.  
La historia moderna del emirato comienza después de que los Banu Yas, la población más antigua mencionada en el área gobernada por el jeque de Abu Dhabi, se instaló en la región de Al Dhafra a principios del siglo XVII. Las tribus Bani Yas controlaban las áreas desde Sabkha Matti en el norte hasta el desierto de Rub al-Jali en el sur. Cerca de mediados del siglo XVIII, las provincias de Bani Yas se extendieron hacia el este, llegando a las fronteras de Omán, así como a las áreas entre al-Sila y al- Buraimi. En la región de Al Dhafra, el Oasis de Liwa fue la única parte que incluyó asentamientos permanentes de los Bani Yas. En 1761, se descubrió agua en la isla de Abu Dhabi, conocida como "Melih" en ese momento, y algunos Bani Yas se asentaron allí, comenzando a practicar la pesca y el buceo. El lugar prosperó rápidamente, y en 1795 el jeque Shakhbout Bin Dhiyab Bin Al Nahyan tomó como residencia permanente la isla de Abu Dhabi. En 1853 se aprobó el tratado de paz permanente con el Reino Unido para restaurar la paz marítima y acabar con las disputas tribales a cambio de un acuerdo para no interferir en los asuntos internos de los diversos Emiratos. También en el año 1853, se firmó el Acuerdo de Al Buraimi entre el príncipe Abdullah bin Faisal Al Saud y el líder Hilal bin Saeed Al Busaidi. En 1892 Abu Dhabi quedó sujeta a la protección británica, al igual que el resto de los emiratos de la región, para convertirse en parte de la Costa Trucial de Omán.
En 1958 se descubrió el primer yacimiento de petróleo en Abu Dhabi, y el primer envío se exportó en 1962 desde el campo Umm Shaif. Abu Dhabi fue el primer emirato que exportó petróleo. Hasta entonces, la economía de la región había dependido exclusivamente de las perlas. En 1966, el jeque Zayed bin Sultan Al Nahyan accedió al poder y comenzó a desarrollar el emirato; cuya velocidad de crecimiento aumentó después de la unión en 1971 y el establecimiento de los Emiratos Árabes Unidos.